# Без грудей є рай
Без грудей є рай (ісп. Sin senos sí hay paraíso) — американо-колумбійський телесеріал у жанрі  криміналу, бойовика, драми та створений компаніями Fox Telecolombia, Telemundo Global Studios. В головних ролях — Катрін Сіачоке, Фабіан Ріос, Кароліна Гайтан, Хуан Пабло Уррего, Йоганна Фадул, Махіда Ісса.
Перша серія вийшла в ефір 19 липня 2016 року.
Серіал має 3 сезони. Завершився 240-м епізодом, який вийшов у ефір 10 вересня 2018 року.
Режисер серіалу — Дієго Мехія Монтес.
Сценарист серіалу — Густаво Болівар.
Серіал є продовження серіалу Без грудей немає раю (серіал, 2008).
9 травня 2019 року Telemundo оголосила про вихід серіалу Кінець раю, прем’єра якого відбулася 13 серпня 2019 року та завершилася 9 грудня 2019 року. Даний спін-офф знаменує початок нової ери серіалу.

## Сюжет
17-річна Каталіна виросла в бідній сім’ї. Разом зі своїм братом вона мріє вибратися з убогості і почати нове життя. Єдине, що їй заважає — це комплекси, пов’язані з маленьким розміром грудей, тому Каталіна намагається накопичити грошей на пластичну операцію.

## Сезони
| Сезон | Епізоди | Епізоди | Оригінальний показ | Оригінальний показ | Оригінальний показ |
| Сезон | Епізоди | Епізоди | Перший показ       | Останній показ     | Мережа             |
| ----- | ------- | ------- | ------------------ | ------------------ | ------------------ |
| 1     | 90      | 90      | 19 липня 2016      | 28 листопада 2016  | Telemundo          |
| 2     | 87      | 87      | 24 липня 2017      | 28 листопада 2017  | Telemundo          |
| 3     | 63      | 63      | 12 червня 2018     | 10 вересня 2018    | Telemundo          |

## Аудиторія
| Сезон | Серії | Перший ефір    | Перший ефір        | Останній ефір     | Останній ефір      | Середня кількість глядачів (мільйони) |
| Сезон | Серії | Дата           | Глядачі (мільйони) | Дата              | Глядачі (мільйони) | Середня кількість глядачів (мільйони) |
| ----- | ----- | -------------- | ------------------ | ----------------- | ------------------ | ------------------------------------- |
| 1     | 90    | 19 липня 2016  | 2,47               | 28 листопада 2016 | 4,05               | 3,26                                  |
| 2     | 87    | 24 липня 2017  | 1,83               | 28 листопада 2017 | 2,03               | 1,93                                  |
| 3     | 63    | 12 червня 2018 | 1,68               | 10 вересня 2018   | 1,69               | 1,43                                  |

## Актори та ролі
| Актор                   | Роль                                               | Сезони               | Сезони               | Сезони               | Сезони               |
| Актор                   | Роль                                               | 1                    | 2                    | 3                    | Кінець раю           |
| Головні персонажі       | Головні персонажі                                  | Головні персонажі    | Головні персонажі    | Головні персонажі    | Головні персонажі    |
| ----------------------- | -------------------------------------------------- | -------------------- | -------------------- | -------------------- | -------------------- |
| Катрін Сіачоке          | Хільда Сантана                                     | Основний персонаж    | Основний персонаж    | Основний персонаж    | Основний персонаж    |
| Фабіан Ріос             | Альбейро Марін                                     | Основний персонаж    | Основний персонаж    | Основний персонаж    | Основний персонаж    |
| Кароліна Гайтан         | Катерина Марін                                     | Основний персонаж    | Основний персонаж    | Основний персонаж    | Основний персонаж    |
| Хуан Пабло Уррего       | Ернан Даріо                                        | Основний персонаж    | Основний персонаж    | Основний персонаж    | Основний персонаж    |
| Йоганна Фадул           | Даніела Баррера                                    | Основний персонаж    | Основний персонаж    | Запрошена зірка      |                      |
| Махіда Ісса             | Єсіка Бельтран «Діабла», Валерія Монтес            | Основний персонаж    | Основний персонаж    | Основний персонаж    |                      |
| Джордана Ісса           | Єсіка Бельтран «Діабла», Валерія Монтес            |                      | Періодичний персонаж | Запрошена зірка      |                      |
| Кімберлі Реєс           | Єсіка Бельтран «Діабла», Валерія Монтес            |                      |                      | Запрошена зірка      | Основний персонаж    |
| Сезар Мора              | Марссіал Баррера                                   | Основний персонаж    | Основний персонаж    | Запрошена зірка      |                      |
| Хуан Пабло Льяно        | Даніель Серон                                      | Основний персонаж    | Запрошена зірка      | Запрошена зірка      | Основний персонаж    |
| Хуан Себастьян Калеро   | Октавіо Рангель                                    | Основний персонаж    | Запрошена зірка      |                      |                      |
| Луїджі Айкарді          | Ганнібал Манріке                                   | Основний персонаж    | Основний персонаж    |                      |                      |
| Вікі Ернандес           | Аврора Банегас                                     | Основний персонаж    | Періодичний персонаж | Запрошена зірка      |                      |
| Дагоберто Гама          | Гато Гордо                                         | Основний персонаж    | Основний персонаж    |                      |                      |
| Грегоріо Пернія         | Ауреліо Харамільо «Ель Тіті»                       | Періодичний персонаж | Основний персонаж    | Основний персонаж    | Основний персонаж    |
| Франсіско Болівар       | Хосе Луїс Варгас "Хота"                            | Періодичний персонаж | Основний персонаж    | Основний персонаж    | Основний персонаж    |
| Кармен Вільялобос       | Каталіна Сантана                                   | Запрошена зірка      | Основний персонаж    | Основний персонаж    | Основний персонаж    |
| Роберто Манріке         | Сантьяго Санін                                     |                      | Основний персонаж    | Основний персонаж    | Основний персонаж    |
| Хуан Альфонсо Баптіста  | Мартін Круз                                        |                      | Основний персонаж    | Основний персонаж    |                      |
| Хав'єр Хаттін           | Тоні Кампана                                       |                      |                      | Основний персонаж    |                      |
| Хуан Пабло Гамбоа       | Мано Негра                                         |                      |                      | Періодичний персонаж | Основний персонаж    |
| Маурісіо Цухар          | Сомбра                                             |                      |                      |                      | Основний персонаж    |
| Стефані Дюк             | Мар'яна Санін                                      |                      | Періодичний персонаж | Періодичний персонаж | Основний персонаж    |
| Еліаніс Гаррідо         | Діана Мюріель                                      |                      | Періодичний персонаж | Періодичний персонаж | Основний персонаж    |
| Естефанія Гомес         | Ванесса Салазар                                    | Періодичний персонаж | Періодичний персонаж | Періодичний персонаж | Основний персонаж    |
| Лінда Бальдріч          | Наталі                                             |                      |                      |                      | Основний персонаж    |
| Мануель Гомес           | Естебан Кальво                                     | Періодичний персонаж | Періодичний персонаж | Періодичний персонаж | Основний персонаж    |
| Алехандра Пінзон        | Паола Пісарро                                      | Запрошена зірка      | Періодичний персонаж | Періодичний персонаж | Основний персонаж    |
| Мартін Карпан           | Сальваторе Міранда                                 |                      |                      |                      | Основний персонаж    |
| Мауро Мауад             | Мончо                                              |                      |                      |                      | Основний персонаж    |
| Леонардо Акоста         | Альфонсо Берріо                                    |                      |                      |                      | Основний персонаж    |
| Алехандро Мартінес      | Роберто Конде                                      |                      |                      |                      | Основний персонаж    |
| Періодичні персонажі    |                                                    |                      |                      |                      |                      |
| Дженніфер Аренас        | Валентина Фонсека                                  | Періодичний персонаж | Періодичний персонаж | Періодичний персонаж | Періодичний персонаж |
| Діана Ізабель Асеведо   | Адріана Салазар                                    | Періодичний персонаж | Запрошена зірка      |                      |                      |
| Джослін Гальярдо        | Мартіна Пісарро                                    | Періодичний персонаж | Періодичний персонаж |                      |                      |
| Carolina Sepúlveda      | Хімена Фонсека                                     | Періодичний персонаж | Періодичний персонаж | Періодичний персонаж |                      |
| Мерилін Патіно          | Люсія Барріос                                      | Періодичний персонаж | Періодичний персонаж | Періодичний персонаж |                      |
| Алехандра Авіла         | Селія Моран                                        | Періодичний персонаж | Періодичний персонаж |                      |                      |
| Оскар Салазар           | Капітан Перес                                      | Періодичний персонаж | Періодичний персонаж |                      |                      |
| Джонатан Кабрера        | Карлос Маріо                                       | Періодичний персонаж | Періодичний персонаж |                      |                      |
| Саїн Кастро             | Девід Еррера                                       | Періодичний персонаж | Періодичний персонаж |                      |                      |
| Лусес Веласкес          | Імельда Белтран                                    | Періодичний персонаж | Запрошена зірка      |                      |                      |
| Хосе Омар Мурільо       | Пеламбре                                           | Періодичний персонаж | Запрошена зірка      |                      |                      |
| Луїза Фернанда Гіральдо | Пола Байонн                                        | Періодичний персонаж |                      | Запрошена зірка      |                      |
| Хайро Ордоньес          | Мугросо                                            | Періодичний персонаж |                      |                      |                      |
| Джуліан Бустаманте      | Мартін Еррера                                      | Періодичний персонаж |                      |                      |                      |
| Фелікс Меркадо          | Франклін                                           | Періодичний персонаж |                      |                      |                      |
| Джуліан Бельтран        | Пайп                                               | Періодичний персонаж |                      |                      |                      |
| Луїс Фернандо Монтойя   | Медицин                                            | Періодичний персонаж |                      |                      |                      |
| Міріам Лансоні          | Белен                                              | Періодичний персонаж |                      |                      |                      |
| Лаура Гарсія            | Лопес                                              |                      | Періодичний персонаж |                      |                      |
| Есмеральда Пінзон       | Сандра                                             |                      | Періодичний персонаж |                      |                      |
| Мішель Мантерола        | Флавія                                             |                      | Періодичний персонаж |                      |                      |
| Юган Естебан Діас       | Сесбатьян Санін у дитинстві та у підлітковому віці |                      | Періодичний персонаж | Періодичний персонаж |                      |
| Карлос Баез             | Сесбатьян Санін у дитинстві та у підлітковому віці |                      |                      |                      | Періодичний персонаж |
| Айлін Рока              | Зоря                                               |                      | Періодичний персонаж | Періодичний персонаж | Періодичний персонаж |
| Себастьян Мойя          | Метью Санін Фуентес                                |                      | Періодичний персонаж | Періодичний персонаж | Періодичний персонаж |
| Глорія Пінілла          | Мірта Мюріель                                      |                      | Періодичний персонаж | Періодичний персонаж | Періодичний персонаж |
| Маргарита Торрес        | Лізет Мюріель                                      |                      | Періодичний персонаж | Періодичний персонаж | Періодичний персонаж |
| Альваро Бенет           | Мігель Діас                                        |                      | Періодичний персонаж | Періодичний персонаж |                      |
| Луїс Фернандо Богоркес  | Полковник Гранадос                                 |                      | Періодичний персонаж | Періодичний персонаж |                      |
| Даніель Серна           | Кабра                                              |                      | Періодичний персонаж | Періодичний персонаж |                      |
| Абріль Шрайбер          | Клаудія Ромеро                                     |                      | Запрошена зірка      |                      |                      |
| Хуліан Фаріетта         | Гатільо                                            |                      | Запрошена зірка      |                      |                      |
| Джизелла Абумрад        | Майра Контрерас                                    |                      | Запрошена зірка      |                      |                      |
| Хуан Дієго Санчес       | Байрон Сантана                                     |                      | Запрошена зірка      |                      |                      |
| Хуан Анхель Еспарза     | Кармело Вілла                                      |                      | Періодичний персонаж | Періодичний персонаж | Періодичний персонаж |
| Патрісія Мальдонадо     | Ебігейл                                            |                      | Періодичний персонаж | Періодичний персонаж |                      |
| Маурісіо Мехія          | Карлос Харамільо                                   |                      |                      | Періодичний персонаж | Періодичний персонаж |
| Алехандра Монсалве      | Сандра                                             |                      |                      | Періодичний персонаж | Періодичний персонаж |
| Рікардо Легуізамо       | Альваро Мендьєта                                   |                      |                      | Періодичний персонаж | Періодичний персонаж |
| Хуан Девід Галіндо      | Рокко Кандела                                      |                      |                      | Періодичний персонаж | Періодичний персонаж |
| Андреа Піта             | Лаура                                              |                      |                      | Періодичний персонаж |                      |
| Мішель Роульяр          | Ана Паула                                          |                      |                      | Запрошена зірка      |                      |
| Маріанела Гонсалес      | Емілія Вальєхо                                     |                      |                      |                      | Періодичний персонаж |

## Нагороди та номінації
| Рік  | Нагорода                        | Категорія                         | Номінант                           | Результат |
| ---- | ------------------------------- | --------------------------------- | ---------------------------------- | --------- |
| 2017 | Miami Life Awards 2017          | Головна героїня                   | Кароліна Гайтан                    | Перемога  |
| 2017 | Miami Life Awards 2017          | Головний герой                    | Фабіан Ріос                        | Перемога  |
| 2017 | Miami Life Awards 2017          | Найкраща акторка другого плану    | Йоганна Фадул                      | Номінація |
| 2017 | Miami Life Awards 2017          | Найкращий актор другого плану     | Хуан Пабло Льяно                   | Номінація |
| 2017 | Miami Life Awards 2017          | Теленовела року                   | Без грудей є рай                   | Номінація |
| 2017 | Premios Tu Mundo 2017           | Теленовела року                   | Без грудей є рай                   | Номінація |
| 2017 | Premios Tu Mundo 2017           | Головний герой                    | Фабіан Ріос                        | Номінація |
| 2017 | Premios Tu Mundo 2017           | Головна героїня                   | Кароліна Гайтан                    | Номінація |
| 2017 | Premios Tu Mundo 2017           | Головна героїня                   | Катрін Сіачоке                     | Номінація |
| 2017 | Premios Tu Mundo 2017           | Злодійка                          | Махіда Ісса                        | Перемога  |
| 2017 | Premios Tu Mundo 2017           | Улюблений актор                   | Хуан Пабло Уррего                  | Перемога  |
| 2017 | Premios Tu Mundo 2017           | Улюблена акторка                  | Катрін Сіачоке                     | Номінація |
| 2017 | Premios Tu Mundo 2017           | Ідеальна пара                     | Хуан Пабло Уррего, Кароліна Гайтан | Номінація |
| 2017 | Premios Tu Mundo 2017           | Найсексуальніші                   | Кармен Вільялобос                  | Перемога  |
| 2017 | Premios Tu Mundo 2017           | Найсексуальніші                   | Хуан Пабло Льяно                   | Номінація |
| 2017 | Premios Tu Mundo 2017           | Найсексуальніші                   | Махіда Ісса                        | Номінація |
| 2017 | Premios Tu Mundo 2017           | Найкращий невдачливий актор       | Кароліна Гайтан                    | Перемога  |
| 2017 | Premios TVyNovelas              | Теленовела року                   | Без грудей є рай                   | Номінація |
| 2017 | Premios TVyNovelas              | Головна героїня                   | Кароліна Гайтан                    | Номінація |
| 2017 | Premios TVyNovelas              | Злодійка                          | Йоганна Фадул                      | Номінація |
| 2017 | Premios TVyNovelas              | Злодійка                          | Махіда Ісса                        | Номінація |
| 2017 | Premios TVyNovelas              | Найкраща акторка другого плану    | Катрін Сіачоке                     | Номінація |
| 2017 | Premios TVyNovelas              | Найкращий актор другого плану     | Фабіан Ріос                        | Номінація |
| 2017 | Premios TVyNovelas              | Сценарист                         | Густаво Болівар                    | Номінація |
| 2017 | Produ Awards 2017               | Сценарист                         | Густаво Болівар                    | Перемога  |
| 2017 | Produ Awards 2017               | Теленовела року                   | Без грудей є рай                   | Номінація |
| 2018 | Premios TVyNovelas              | Теленовела року                   | Без грудей є рай                   | Перемога  |
| 2018 | Premios TVyNovelas              | Головна героїня                   | Кароліна Гайтан                    | Номінація |
| 2018 | Premios TVyNovelas              | Головна героїня                   | Кармен Вільялобос                  | Перемога  |
| 2018 | Premios TVyNovelas              | Головний герой                    | Фабіан Ріос                        | Перемога  |
| 2018 | Premios TVyNovelas              | Головний герой                    | Хуан Пабло Уррего                  | Номінація |
| 2018 | Premios TVyNovelas              | Найкраща акторка другого плану    | Катрін Сіачоке                     | Перемога  |
| 2018 | Premios TVyNovelas              | Найкращий актор другого плану     | Хуан Пабло Льяно                   | Номінація |
| 2018 | Premios TVyNovelas              | Найкращий актор другого плану     | Франсіско Болівар                  | Номінація |
| 2018 | Premios TVyNovelas              | Найкращий актор другого плану     | Роберто Манріке                    | Перемога  |
| 2018 | Premios TVyNovelas              | Відкриття                         | Стефанія Дюк                       | Перемога  |
| 2018 | Premios TVyNovelas              | Відкриття                         | Естебан Діас                       | Номінація |
| 2018 | Premios TVyNovelas              | Злодійка                          | Йоганна Фадул                      | Номінація |
| 2018 | Premios TVyNovelas              | Злодійка                          | Еліаніс Гаррідо                    | Номінація |
| 2018 | Premios TVyNovelas              | Злодійка                          | Махіда Ісса                        | Перемога  |
| 2018 | Premios TVyNovelas              | Злодій                            | Грегоріо Пернія                    | Перемога  |
| 2018 | Premios TVyNovelas              | Злодій                            | Хуан Альфонсо Баптіста             | Номінація |
| 2018 | Premios TVyNovelas              | Режисер                           | Херні Луна, Едгар Бехарано         | Перемога  |
| 2018 | Premios TVyNovelas              | Сценарист                         | Густаво Болівар                    | Перемога  |
| 2018 | Premios TVyNovelas              | Музична тема                      | «Бути з тобою» («Estar contigo»)   | Перемога  |
| 2018 | Premios Emmy Internacional 2018 | Найкраща програма іноземною мовою | Без грудей є рай                   | Номінація |

## Інші версії
Колумбія — Без грудей немає раю (ісп. Sin tetas no hay paraíso), 2006 — колумбійська теленовела. В головних ролях — Марія Аделаїда Пуерта, Патрісія Ерколе, Сандра Бельтран.
 Колумбія,  Мексика,  США —  Без грудей немає раю (серіал, 2008) (ісп. Sin senos no hay paraíso), 2008 — теленовела спільного виробництва. В головних ролях — Кармен Вільялобос, Катрін Сіачоке, Марія Фернанда Єпес, Фабіан Ріос.
 Іспанія —  Без грудей немає раю (серіал, 2008, Іспанія) (ісп. Sin tetas no hay paraíso), 2008 — іспанська теленовела. В головних ролях — Амайя Саламанка, Марія Кастро, Мігель Анхель Сільвестре.
 Колумбія — Без грудей немає раю (фільм) (ісп. Sin tetas no hay paraíso), 2010 — колумбійський фільм. В головних ролях — Ізабел Крістіна Кадавід, Лінда Люсія Кальєхас, Хуан Себастьян Калеро.
 США —   Кінець раю (ісп. El final del paraíso), 2019 — американська теленовела. В головних ролях — Кармен Вільялобос, Катрін Сіачоке, Фабіан Ріос, Кімберлі Реєс, Грегоріо Пернія, 